# Критская операция
Критская воздушно-десантная операция, в зарубежной историографии — Сражение на Крите (нем. Luftlandeschlacht um Kreta; греч. Μάχη της Κρήτης), в немецких планах — операция «Меркурий» (нем. Unternehmen Merkur) — стратегическая десантная операция Германии в ходе Второй мировой войны, происходившая с 20 по 31 мая 1941 года.
Операция имела целью уничтожение британского гарнизона на острове Крит для установления стратегического контроля над Средиземноморским бассейном. Является прямым продолжением греческой кампании итало-германских вооружённых сил, нацеленной на вытеснение Великобритании из Средиземного моря. По окончании оккупации Крита Германия получила контроль над коммуникациями восточного Средиземноморья. Ограниченное участие в операции приняли также авиация и флот Италии.

## Военно-стратегическая ситуация

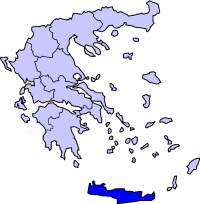
Крит по отношению к материковой Греции

Английские и греческие войска дислоцировались на Крите после начала итальянского вторжения в Грецию 28 октября 1940 года. Несмотря на то, что итальянское наступление было отражено, последующее вмешательство в конфликт гитлеровской Германии (Операция «Марита») заставило англо-греческое командование вывести свои войска численностью 57 тыс. человек с континентальной части Греции (операция «Демон»). Часть этих войск была направлена на Крит для усиления его 14-тысячного гарнизона.
Крит являлся важной морской и авиационной базой для Англии и Греции. К началу операции его защищали около 40 тыс. солдат. Военно-морской флот Великобритании полностью контролировал прибрежные воды. Всё это делало остров практически неприступным для традиционного в то время морского десанта. Присутствие англо-греческих сил на Крите создавали постоянную угрозу странам Оси, в частности — нефтяным промыслам Плоешти, поэтому вторжение на остров было лишь вопросом времени.

### Силы англо-греческой коалиции
30 апреля 1941 года генерал-майор новозеландской армии Бернард Фрейберг был назначен командующим силами англо-греческой коалиции на Крите.
Численность греческих войск составляла около 9 тыс. чел. В их состав входили эвакуированные с материка 12-я и 20-я дивизии, 3 батальона 5-й (Критской) дивизии, батальон критской жандармерии, гарнизон Ираклиона (численностью до батальона) и прочие разрозненные части. Помимо этого, на острове также находились сводные части курсантов военной академии и эвакуированные с материка учебные полки греческой армии, укомплектованные новобранцами.
Британские войска на Крите состояли из гарнизона острова (14 тыс. чел.) и эвакуированных из Греции частей британской армии, насчитывающих до 15 тыс. чел. В эвакуированных войсках отсутствовала значительная часть тяжёлого вооружения, оставленного при отступлении. Зачастую эти подразделения также были оторваны от своего командования. Ядро этих войск составляли 2-я новозеландская пехотная дивизия (всего 6700 человек), 19-я австралийская пехотная бригада (всего 7100 человек) и 14-я британская пехотная бригада.

### Силы Германии
План генерала Штудента подразумевал захват аэродромов силами парашютистов 7-й авиационной дивизии с последующей переброской на захваченные аэродромы войск 22-й посадочно-десантной дивизии. Датой начала операции первоначально было назначено 16 мая. Впоследствии она была перенесена на 20 мая, а 22-я посадочно-десантная дивизия была заменена 5-й горнострелковой дивизией. Кроме этого, в резерве находилась 6-я горнострелковая дивизия, дислоцированная в районе Афин.
Общая численность 7-й авиационной и 5-й горнострелковой дивизий составляла 22 750 человек. 750 человек должны были быть доставлены планерами, 10 тыс. выброшены с парашютами, 5000 высажены транспортными самолётами и 7000 доставлены морем. Воздушную поддержку осуществлял 8-й авиационный корпус люфтваффе в составе 280 горизонтальных бомбардировщиков, 150 пикирующих бомбардировщиков и 150 истребителей.
Расстояние от Крита до немецких воздушных баз, созданных на материке и островах, колебалось от 120 до 240 км и не превышало радиуса действия немецких самолётов. Расстояние до английских воздушных баз в Египте, на Мальте и в Мерса-Матрух составляло соответственно 700, 1000 и 500 км.

### Разведка

#### Британская разведка и проект «Ультра»
Британское командование было осведомлено о готовящемся вторжении благодаря немецким переговорам, расшифрованным в рамках проекта «Ультра». Генерал Фрейберг был информирован о планах высадки и предпринял ряд мер по укреплению обороны вокруг аэродромов и на северном побережье острова. Однако на подготовке обороны серьёзно сказалось практически полное отсутствие современного вооружения и недооценка высшим командованием союзников угрозы штурма. Не последнюю роль сыграли и неточности расшифровки немецких сообщений. В частности, в большинстве расшифровок немецких радиограмм под словом «десант» подразумевался в первую очередь морской десант, а не воздушный. Верховное командование союзников также отклонило предложение Фрейберга разрушить аэродромы, чтобы не допустить подвоза подкреплений в случае их захвата немецкими парашютистами.

#### Германская разведка
Руководитель германской военной разведки (абвера) Канарис первоначально доложил о наличии на Крите только 5 тыс. британских солдат и отсутствии греческих войск. Остаётся неясным, был ли Канарис, обладавший развитой сетью разведывательных источников в Греции, неверно информирован или намеревался таким образом саботировать планы высадки. Канарис также предсказывал, что гражданское население встретит немцев как освободителей вследствие сильных республиканских и антимонархических настроений в обществе. Как показали дальнейшие события, Канарис серьёзно недооценил патриотический настрой части населения Крита.
Разведка 12-й армии нарисовала менее оптимистичную картину, но и она также значительно приуменьшила численность гарнизона и эвакуированных с материка войск. Командующий 12-й армией генерал Лёр был уверен, что для успешного захвата острова будет достаточно двух дивизий, однако на всякий случай оставил 6-ю горную дивизию в резерве в Афинах. Впоследствии эта предосторожность себя полностью оправдала.

### Вооружение

#### Германия
Основным вооружением немецкого десантника был карабин Маузер 98k. Около четверти высаженных парашютистов вместо карабина были вооружены пистолет-пулемётом MP-38 или МР-40. Каждое отделение имело в своём распоряжении ручной пулемёт MG-34. Недостаток более тяжёлого вооружения немецкие технические и военные специалисты попытались компенсировать новинкой — 75-мм безоткатным орудием 7,5 cm Leichtgeschütz 40. При весе в 130 кг оно было в 10 раз легче немецкого 75-мм полевого орудия, при всего на треть меньшей дальности стрельбы.
Оружие и боеприпасы сбрасывались в контейнерах. Немцы использовали парашюты разных цветов, чтобы обозначить контейнеры с различными грузами: личным оружием, тяжёлым оружием, боеприпасами. Безоткатные орудия LG 40 сбрасывались на специальных связках из 3 парашютов.
В отличие от парашютистов большинства других стран, немецкие парашютисты прыгали без карабинов и пулемётов (десантники, вооружённые MP-38/40, покидали самолёт с оружием, так как компактность MP-38/40 позволяла крепить его под подвесной системой парашюта), которые сбрасывалось отдельно в специальных контейнерах. Случалось, что десантники могли приземлиться вдали от своего вооружения, в эти моменты они могли рассчитывать только на личное оружие — пистолеты и ручные гранаты, которыми набивали объёмные карманы десантных комбинезонов.

#### Великобритания
Английские войска использовали винтовки «Ли-Энфилд», ручные пулемёты «Брен» и станковые пулемёты «Виккерс». Силы союзников на Крите не обладали достаточной мобильностью для переброски войск, необходимой для быстрой реакции на атаки парашютистов, пока те не успели организовать оборону.
Союзники имели около 85 орудий различных калибров, часть из которых была трофейными итальянскими орудиями без боеприпасов.
ПВО состояло из одной лёгкой зенитной батареи 20-мм пушек, силы которой были поделены между двумя аэродромами. Орудия были тщательно замаскированы в близлежащих оливковых рощах, части из них было приказано не открывать огонь во время первоначальных воздушных атак немецких истребителей и штурмовиков, чтобы сохранить их в резерве.
Танковые силы союзников состояли из 9 пехотных танков «Matilda IIА» эскадрона «B» 7-го королевского танкового полка и 16 лёгких танков «Mark VIB» эскадрона «С» 4-го гусарского полка. Так же, как у большинства британских танков того времени, 40-мм пушки Матильды имели в своём боекомплекте только бронебойные снаряды, неэффективные против пехоты.
Танки имели ряд технических проблем. Их двигатели были изношены и не могли быть восстановлены с помощью ресурсов, имевшихся на Крите. Из-за этого большая часть танков использовалась в качестве ДОТов в стратегических точках обороны. Многие из британских танков были потеряны не в бою, а на марше из-за тяжёлых условий эксплуатации в горной местности.

#### Греция
Греческие войска преимущественно были вооружены 6,5-мм горными карабинами Манлихер-Шёнауер и 8-мм винтовками Штайр-Манлихер М1895, полученными в качестве репараций после окончания Первой мировой войны. Около тысячи греков имели невероятно устаревшие французские винтовки Гра образца 1874 года. Большая и лучшая часть тяжёлого вооружения была ранее передана на континент, в распоряжении же греческого гарнизона Крита оставалось лишь двенадцать устаревших французских станковых пулемётов Сент-Этьен М1907 и около сорока лёгких пулемётов различных производителей. Большой проблемой являлась нехватка боеприпасов — в некоторых частях было всего по 30 патронов на солдата. Из-за несоответствия калибров вооружения греки не могли использовать британские боеприпасы. Поэтому греки были размещены в восточном секторе, где не ожидалось нападения значительных сил немцев.

## Планирование операции
Штаб 4-го воздушного флота люфтваффе, который поддерживал наступление вермахта на Балканах, ещё до завершения оккупации материковой Греции выступил с инициативой захвата острова Крит. Первоначальный план будущей операции был направлен командующим корпуса Александром Лером в Берлин Герману Герингу. Идея подчинённых Герингу понравилась, однако Верховное командование вермахта в своих планах отдавало предпочтение операции против Мальты. 20 апреля, после совещания с командиром 11-го авиационного корпуса генерал-лейтенантом Куртом Штудентом, Адольф Гитлер высказался в пользу операции на Крите. Историк М.Шарп полагает, что на решение Гитлера повлияли два ключевых фактора—возможность ликвидировать опасность бомбардировок британской авиацией нефтяных полей Плоешти в Румынии и необходимость создать на Крите передовую базу, с которой можно было бы осуществлять наступательные воздушные и морские операции, а также поддержать итало-германское наступление на Египет. Спустя пять дней Гитлер подписал Директиву N28 по проведению операции «Merkur». Согласно Директиве проведение операции к нескрываемому удовольствию Геринга поручалось люфтваффе. Начало операции было намечено на 16 мая. Подготовка и проведение «Операции Меркурий» возлагалось на Александра Лера.
План штаба 11-го авиационного корпуса люфтваффе предполагал одновременную высадку парашютного десанта и посадку десантных планеров в семи точках острова Крит: первая волна десантников высаживалась в Малеме и Канеа, вторая — в Ретимноне (современный Ретимно). 15-тысячная группировка десантированных войск должна была объединить захваченные плацдармы встречными ударами. На второй день на остров должны были быть переброшены по воздуху части 5-й горнострелковой дивизии с более тяжёлым вооружением, на уже захваченные три аэродрома. Третья волна наступающих — всего 6 тыс. чел. — при поддержке итальянских сил переправлялась на Крит морем и высаживалась в портах и удобных бухтах острова. В третьей волне на остров планировалось доставить тяжёлую технику и вооружение, включая танковые части 31-го танкового полка, полевые и противотанковые орудия, боеприпасы, продовольствие, медикаменты и прочее.
Высадку десанта поддерживал 8-й авиационный корпус люфтваффе в составе 716 самолётов — разведчиков, истребителей и бомбардировщиков, которые должны были действовать как против гарнизона острова, так и против сильной военно-морской группировки британского флота, прикрывавшей Крит. Конвой от Кригсмарине осуществлял контр-адмирал Карл Георг Шустер.
Проблемы с тыловым обеспечением заставили перенести дату операции на 20 мая. К этому времени силы люфтваффе захватили господство в воздухе над Критом. Однако, к началу операции не удалось перебросить, как планировалось, парашютно-десантные подразделения 8-го авиационного корпуса из Плоешти, где они охраняли румынские нефтяные поля. В результате парашютистов заменили альпийскими стрелками 5-й горнострелковой дивизии, у которых отсутствовал опыт десантирования с воздуха.
За штурм острова отвечал 11-й авиационный корпус Курта Штудента, который выступил инициатором операции против Крита. В составе ударной группировки было 10 воздушно-транспортных авиакрыльев — всего 500 транспортных самолётов Ju 52 и 80 планеров DFS 230, для доставки десанта с аэродромов материковой Греции. В ударную группировку входили также Посадочно-десантный штурмовой полк (Luftlande Sturmregiment) под командованием генерал-майора Ойгена Майндля, 7-я авиационная дивизия генерал-лейтенанта Вильгельма Зюссмана и 5-я горнострелковая дивизия Юлиуса Рингеля.
Из радиоперехватов и данных своей разведки на материковой Греции англичане знали о подготовке десантной операции противника. Королевский британский военно-морской флот, который базировался на бухту Суда сильно страдал от непрерывных бомбардировок авиацией Люфтваффе, а единственный авианосец англичан ещё в ходе боёв за Грецию потерял большую часть палубной авиации и не мог обеспечить эффективной защиты острова с воздуха. За день до начала немецкой операции по высадке на Крит командующий гарнизоном острова генерал-майор Бернард С. Фрейберг отослал свои самолёты с острова, полагая, что британские военно-морские силы и гарнизон, включавший Новозеландскую дивизию, имеет возможность удержать Крит и уничтожить десант.

## Высадка

Критская операция

Силы передового базирования составили 750 человек. Целью передового отряда стал аэродром Малеме, который мог принимать «Юнкерсы» с главным десантом.
Силы вторжения были разделены на три группы с различными задачами:
- Группа «Марс»: Центральная группа (командующий генерал-лейтенант Зюссман), — захват Ханьи, Галатасаи и Ретимнона.
- Группа «Комета»: Западная группа (командующий генерал-майор Ойген Майндль), — захват аэродрома Малеме и подходов к нему.
- Группа «Орион»: Восточная группа (сначала под командованием полковника Бруно Бройера, позже командование должен был принять генерал Рингель), состоящая из одного парашютного полка и одного горнострелкового полка, — захват города Ираклиона и его аэродрома.

## Захват Крита
Главным пунктом атаки оказался аэродром Малеме. В день высадки, 20 мая, германским парашютистам не удалось полностью захватить посадочную площадку. Однако в 5 часов утра 21 мая новозеландские пехотинцы, австралийские солдаты взвода техобслуживания и взвод зенитчиков, которые держали оборону на этом участке, предприняли атаку, при поддержке двух танков. Немцы отбили атаку и контратакой отбросили британские войска. Генерал Фрейберг экономил силы, так как ждал основные силы немцев, которые, по его данным, должны были высадиться с моря, не задействовал корабельную артиллерию, и, таким образом, упустил шанс на победу.
Утром 21 мая немцы получили подкрепление и очистили окрестности Малеме, после чего они получили возможность сажать на аэродром тяжёлые транспортные самолёты. 23 мая британцы безуспешно атаковали аэродром. 24 мая они были вынуждены оставить подходы к аэродрому и отойти на укреплённые позиции к востоку от Малеме. По сути, это и предопределило ход сражения — уже 21 мая на аэродроме стали приземляться части горнострелковой дивизии и артиллерия. Немцам удалось перебросить в общей сложности 14 000 горнострелков из 5-й горнострелковой дивизии через аэропорт и посредством морского десанта в близлежащей Судской бухте.
При завоевании острова, проходившем в тяжелых боях до 1 июня, немцы компенсировали превосходство в сухопутных силах противника практически неограниченным господством в воздухе авиации, которая наносила серьёзные потери британскому флоту и наземным силам.
30 мая, когда британский арьергард ещё удерживал область Лутро-Сфакию, командующий гарнизоном генерал Фрейберг покинул вечером Крит на гидросамолёте. Согласно записи в Журнале боевых действий 5-й горно-стрелковой дивизии немцев последний очаг сопротивления на острове Крит был подавлен к 16 часам в районе Сфакии. 1 июня, на следующий день после окончания эвакуации, британцы официально объявили о сдаче острова.
Королевский британский военно-морской флот эвакуировал в Египет около 15 000 солдат, потеряв 9 военных кораблей, потопленных или повреждённых.

## Потери
Британская армия потеряла бо́льшую часть дислоцированных на острове военнослужащих. Потери Великобритании и её доминионов составили более 4000 убитыми и ранеными и 11 835 пленными. Греческая армия после операции практически перестала существовать.
- Британский ВМФ потерял в битве за Крит (исключительно от действий авиации): три крейсера, шесть эсминцев, 10 вспомогательных судов и более 10 транспортов и торговых судов. Также были повреждены три линкора, авианосец, шесть крейсеров, 7 эсминцев. Погибли около 2 тыс. человек. Потери союзного греческого флота не уточнены.
- Британские ВВС потеряли 46 самолётов.
- Немцы потеряли около 6000 человек из 22 000 участвовавших в операции. Люфтваффе потеряло 147 самолётов сбитыми и 73 в результате аварий (в основном транспортные).
- Расстрел в Кондомари
- Уничтожение Канданоса

## Результаты операции
Серьёзные потери, которые понесла Германия в ходе операции, показали, что масштабное воздушное вторжение в район локального хорошо укреплённого оборонительного района хотя и может быть успешным, сопряжено со значительными потерями наиболее хорошо подготовленных воинских подразделений. Причина заключалась в невозможности обеспечения десантной операции артиллерийской и полноценной воздушной поддержкой, в условиях высадки на неподготовленные плацдармы. Германские парашютисты были вынуждены действовать в условиях отрыва от централизованного командования и соседних подразделений, против подготовленной обороны, которая была снабжена артиллерией и бронетехникой. С другой стороны, при традиционной высадке с моря потери могли быть ещё более высокими. Особо проявилось чёткое взаимодействие родов войск вермахта, в частности — поддержка авиацией наземных сил.
После окончании операции, ввиду больших потерь, в июне 1941 года немцами были расформированы 40-я, 60-я и 101-я Kampfgruppe z.b.v. 4-х эскадрильного состава на самолетах Ju-52. Штатно в группе имелось по 50 самолетов.
В середине июля Штудент и Рингель вылетели самолётом в ставку фюрера, где Гитлер вручил им награды. В беседе с генерал-лейтенантом Куртом Штудентом фюрер заявил, что «время парашютистов прошло». Важнейшим итогом операции по захвату Крита стало то, что в дальнейшем Гитлер категорически запретил использовать воздушно-десантные части в крупных операциях, во избежание тяжёлых потерь в личном составе.
Личный состав вермахта, участвовавший в захвате острова, получил право ношения на манжете ленты отличия воинской доблести «KRETA» / «КРИТ», утверждённой в 1942 лично Гитлером. Для нацистской пропаганды завоевание Крита немецкими десантниками, численно уступавшими противнику, рассматривалось как доказательство невероятной готовности десантников к бою. Их мифическая слава была воспета в «Песне о десантниках» или в песне «На Крите в грозу и под дождем», специально написанной после операции «Меркурий».
Ряд высших командиров германских вооружённых сил настаивали на проведении десантной операции по захвату острова Мальта, имевшего, после потери Крита, для англичан исключительно важное стратегическое значение как ключевой пункт коммуникационной линии Гибралтар — Мальта — Александрия. В частности, на проведении такой операции настаивал генерал Эрвин Роммель. С потерей Мальты англичане также теряли бы контроль над центральным Средиземноморьем. Позднее, упорное нежелание Гитлера провести операцию по захвату Мальты расценивалось участниками событий и историками как крупнейший стратегический просчёт.
Отсюда следует, что несмотря на значительные людские и материальные потери и утрату острова, англичане и их союзники своими действиями предотвратили захват Мальты немцами. Это стало важнейшим стратегическим следствием упорной и кровопролитной битвы за остров Крит.

## Опыт
Операция «Меркурий» вошла в историю как первая крупная операция воздушно-десантных войск. Несмотря на тяжёлые потери, германские десантники смогли выполнить поставленные перед ними задачи и обеспечить высадку основных сил немецких войск. Крупные успехи германских воздушно-десантных частей в Европе в 1940—1941 годах, заставили высшее руководство остальных стран-участниц войны (в частности, Великобритании и США) пересмотреть своё отношение к этому новому роду войск.

## Отражение в культуре
- Ивлин Во. гл.VII: Офицеры и джентльмены // Офицеры и джентльмены. Роман = Sword of Honour / пер. П. Павелецкого и И. Разумного. — М.: Военное издательство Министерства обороны СССР, 1977. — С. 311—431. — 616 с. — 65 000 экз.
- Джеймс Олдридж. Морской орёл. Повесть // Дело чести. Охотник. Не хочу, чтобы он умирал = The Sea Eagle (1944) / пер. Е. Калашникова. — Л.: Лениздат, 1958.
- В компьютерной игре «В тылу врага 2: Лис пустыни» первая миссия немецкой кампании посвящена этой операции.
- В компьютерной игре «Panzer General» посвящён сценарий «Crete».
- Мод Battle of Crete для компьютерной игры «Company of Heroes»
- Участие в операции известного немецкого боксёра Макса Шмелинга показано в биографическом фильме о нём.